# Comuna Zvizdivka, Kostopil
Zvizdivka (în ucraineană Звіздівка) este o comună în raionul Kostopil, regiunea Rivne, Ucraina, formată din satele Ciudvî, Korciîn, Stavok și Zvizdivka (reședința).

## Demografie
Componența lingvistică a comunei Zvizdivka
     Ucraineană (99,79%)
     Alte limbi (0,21%)
Conform recensământului din 2001, majoritatea populației comunei Zvizdivka era vorbitoare de ucraineană (99,79%), existând în minoritate și vorbitori de alte limbi.